# Вітторіо Амадео Поджіо
Вітто́ріо Амаде́о По́джіо (нар. ?, П'ємонт — пом. 29 серпня 1812, Одеса, Херсонська губернія, Російська імперія) — військовий діяч, поміщик і підприємець Російської імперії італійського походження, секунд-майор. Учасник російсько-турецької війни 1787—1792 років. Батько декабристів Йосипа та Олександра Поджіо.

## Життєпис
Народився в італійському регіоні П'ємонт. Вступив на російську службу у 1783 році, коли прибув з П'ємонта до Росії разом з де Рібасом і на його запрошення. Того ж року був призначений заступником лікаря. Як волонтер російської армії брав участь у Російсько-турецькій війні 1787—1792 років.
За сім років на російській службі від заступника лікаря дійшов до обер-офіцера, що надавало право на отримання спадкового дворянства. Разом з герцогом Рішельє та графом Ланжероном він брав участь у штурмі турецької фортеці Ізмаїл під час Російсько-турецької війни 1787—1792 років. За хоробрість нагороджений чином секунд-майора. З 1796 року пішов у відставку. Обирався синдиком Одеського городового магістрату 1797 року.
У 1809 році придбав маєток Янівка Чигиринського повіту Київської губернії з 429 душами кріпаків і став поміщиком. Зайнявся комерцією, отримав підряд на будівництво першого театру Одеси, відкритого в лютому 1810 року, висунув ідею будівництва шпиталю, отримав звання почесного громадянина міста Одеса. У 1812 році помер. Був похований на Першому Християнському цвинтарі. 1937 року комуністичною владою цвинтар було зруйновано. На його місці був відкритий «Парк Ілліча» з розважальними атракціонами, а частина була передана місцевому зоопарку. Нині достеменно відомо лише про деякі перепоховання зі Старого цвинтаря, а дані про перепоховання Поджіо відсутні.

## Сім'я
- Дружина — Кватроккі Магдалена.
- Син — Йосип (30 серпня 1792, Миколаїв — 8 січня 1848, Іркутськ) штабс-капітан.
- Син — Олександр (5 квітня 1798, Миколаїв — 6 червня 1873, Вороньки) підполковник.